# Michał Goliński (piłkarz)
Michał Goliński (ur. 17 marca 1981 w Poznaniu) – polski piłkarz występujący na pozycji pomocnika, wychowanek Lecha Poznań, reprezentant Polski.

## Kariera klubowa

### Lech Poznań
Znaczną część swojej kariery spędził w Lechu Poznań. Tam też zadebiutował w Ekstraklasie w sezonie 1998/1999 – było to 26 lutego w spotkaniu z Amicą Wronki (2:0). W sezonie 1999/2000 zagrał już w 18 meczach ligowych.
Pierwszą bramkę dla Lecha w I lidze polskiej zdobył 16 listopada 2002 roku w meczu z Górnikiem Zabrze (3:1). Pomocnik zagrał w 25 meczach ligowych i strzelił 2 bramki, a Lech zajął 11. miejsce w tabeli.
W popularnym Kolejorzu odnosił też pierwsze sukcesy na arenie krajowej – Puchar (w dwumeczu z Legią Warszawa – 2:0, 0:1) i Superpuchar Polski (w meczu z Wisłą Kraków – 2:2, karne 4:1) w sezonie 2003/2004.

### Widzew Łódź
Jesienią tego samego sezonu przebywał jeszcze na wypożyczeniu w Widzewie Łódź. W barwach łódzkiego zespołu zadebiutował 30 sierpnia w meczu z Górnikiem Łęczna (0:1). Jedyną bramkę podczas występów w Widzewie Łódź zdobył 13 września 2003 roku w meczu z Polonią Warszawa (2:1). Mimo rocznego wypożyczenia zawodnik po rundzie jesiennej chciał wrócić do Poznania, na co nie godził się generalny menedżer - Andrzej Grajewski i zawodnik został zawieszony.

### Lech Poznań
Ostatecznie wobec piłkarza nie wyciągnięto konsekwencji i wrócił on do Poznania na rundę wiosenną.
Po wygranej w Pucharze Polski z Lechem zadebiutował w jego barwach w europejskich pucharach. Zagrał w dwóch meczach II rundy eliminacyjnej Pucharu UEFA z rosyjskim Terekiem Grozny (0:1, 0:1).

### Dyskobolia Grodzisk Wielkopolski
W przerwie zimowej sezonu 2004/2005, gdy był już gwiazdą poznańskiego zespołu trafił do Dyskobolii Grodzisk Wlkp.. Miał tam zastąpić Sebastiana Milę, który odszedł wtedy do Austrii Wiedeń. W klubie spod znaku Dyskobola zadebiutował 13 marca w meczu z Polonią Warszawa (5:0). Pierwszą bramkę dla Groclinu zdobył natomiast 19 marca z GKS Katowice (3:1).
Zagrał w 10 meczach Dyskobolii i strzelił 1 bramkę. Zdobył z tym klubem Puchar Polski po dwumeczu z Zagłębiem Lubin (2:0, 0:1) i zajął 2. miejsce w lidze.
W sezonie 2005/2006 znów zagrał w rozgrywkach Pucharu UEFA. Zaliczył tam dwa występy: ze słowacką Duklą Bańska Bystrzyca (4:1) w II rundzie eliminacyjnej oraz z francuskim RC Lens (2:4) w I rundzie.

### Lech Poznań
Na wiosnę został wypożyczony do Lecha.

### Dyskobolia Grodzisk Wielkopolski
W Dyskobolii występował do końca sezonu 2006/2007. Kolejny raz zdobył z klubem Puchar Polski (finał z Koroną Kielce – 2:0) oraz Puchar Ekstraklasy (finał z GKS Bełchatów – 1:0).

### Zagłębia Lubin
Przed rundą jesienną sezonu 2007/2008 przeszedł do Zagłębia Lubin. Już w pierwszym występie strzelił zwycięską bramkę w spotkaniu o Superpuchar Polski z GKS Bełchatów (1:0). Debiut w Ekstraklasie w barwach klubu z Lubina zaliczył 27 lipca z Widzewem Łódź (2:1), a pierwszą bramkę w lidze strzelił 27 października z Zagłębiem Sosnowiec (2:1). W Zagłębiu wystąpił też w dwóch meczach II rundy eliminacyjnej Ligi Mistrzów z rumuńską Steauą Bukareszt (0:1, 1:2).

### Cracovia
Sezon 2009/2010 rozpoczął jeszcze w Zagłębiu, ale ostatecznie przeszedł do Cracovii. W jej barwach zadebiutował 29 sierpnia z Koroną Kielce (1:1). Pierwszą bramkę dla zespołu z Krakowa strzelił 22 listopada z Wisłą Kraków (1:0). W marcu 2011 roku za porozumieniem stron opuścił klub.

### Warta Poznań
8 lipca 2011 roku podpisał kontrakt z I-ligową Wartą Poznań. W rundzie jesiennej wystąpił w 9 spotkaniach. 15 stycznia 2012 roku klub poinformował o rozwiązaniu kontraktu z pomocnikiem.

### SKP Słupca
W marcu został piłkarzem SKP Słupca.

### Nielba Wągrowiec
Na początku 2013 roku następnego został piłkarzem Nielby Wągrowiec.

### Warta Poznań
W lipcu został zgłoszony przez Wartę Poznań do rozgrywek II ligi w sezonie 2013/2014.

## Statystyki
Stan na 5 października 2013
| Sezon       | Klub             | Liga                | Mecze | Bramki |
| ----------- | ---------------- | ------------------- | ----- | ------ |
| 1998/99 (w) | Lech Poznań      | I liga              | 9     | 0      |
| 1999/00     | Lech Poznań      | I liga              | 18    | 0      |
| 2000/01     | Lech Poznań      | II liga             | ?     | ?      |
| 2001/02     | Lech Poznań      | II liga             | ?     | ?      |
| 2002/03     | Lech Poznań      | I liga              | 25    | 2      |
| 2003/04 (j) | Lech Poznań      | I liga              | 3     | 0      |
| 2003/04 (j) | Widzew Łódź      | I liga              | 7     | 1      |
| 2003/04 (w) | Lech Poznań      | I liga              | 10    | 3      |
| 2004/05 (j) | Lech Poznań      | Idea Ekstraklasa    | 11    | 5      |
| 2004/05 (w) | Groclin Grodzisk | Idea Ekstraklasa    | 10    | 1      |
| 2005/06 (j) | Groclin Grodzisk | Orange Ekstraklasa  | 12    | 1      |
| 2005/06 (j) | →Obra Kościan    | III liga            | ?     | ?      |
| 2005/06 (w) | Lech Poznań      | Orange Ekstraklasa  | 1     | 0      |
| 2006/07     | Groclin Grodzisk | Orange Ekstraklasa  | 21    | 3      |
| 2007/08     | Zagłębie Lubin   | Orange Ekstraklasa  | 24    | 2      |
| 2008/09     | Zagłębie Lubin   | I liga              | 28    | 11     |
| 2009/10 (j) | Zagłębie Lubin   | Ekstraklasa         | 3     | 0      |
| 2009/10     | Cracovia         | Ekstraklasa         | 15    | 3      |
| 2010/11     | Cracovia         | Ekstraklasa         | 1     | 0      |
| 2011/12 (j) | Warta Poznań     | I liga              | 9     | 0      |
| 2011/12 (w) | SKP Słupca       | IV liga             | ?     | ?      |
| 2012/13 (j) | SKP Słupca       | IV liga             | ?     | ?      |
| 2012/13 (w) | Nielba Wągrowiec | III liga            | 12    | 6      |
| 2013/14     | Warta Poznań     | II liga             | 30    | 4      |
| 2014/15 (j) | Jarota Jarocin   | III liga (grupa II) | 17    | 1      |

## Sukcesy
Lech Poznań:
- Puchar Polski: 2003/2004
- Superpuchar Polski: 2003/2004

Dyskobolia Grodzisk Wielkopolski:
- Puchar Polski: 2004/2005 i 2006/2007
- Puchar Ekstraklasy: 2006/2007

Zagłębie Lubin:
- Superpuchar Ekstraklasy: 2007/2008

## Kariera reprezentacyjna
| l.p. | Data            | Miejsce | Przeciwnik           | Rezultat | Rozgrywki                           | Grał   | Uwagi              | Raport |
| ---- | --------------- | ------- | -------------------- | -------- | ----------------------------------- | ------ | ------------------ | ------ |
| 1.   | 12 lipca 2004   | Chicago | Stany Zjednoczone    | 1-1      | towarzyski                          | do 62' |                    | [ 38 ] |
| 2.   | 15 grudnia 2007 | Kundu   | Bośnia i Hercegowina | 1-0      | towarzyski (nieuznawany przez FIFA) | do 70' | Gol · Żółta kartka | [ 39 ] |
| 3.   | 2 lutego 2008   | Pafos   | Finlandia            | 1-0      | towarzyski (nieuznawany przez FIFA) | 90'    |                    | [ 40 ] |
| 4.   | 27 lutego 2008  | Wronki  | Estonia              | 2-0      | towarzyski                          | 90'    |                    | [ 41 ] |
| 5.   | 26 marca 2008   | Kraków  | Stany Zjednoczone    | 0-3      | towarzyski                          | od 64' |                    | [ 42 ] |

- 5 meczów w seniorskiej reprezentacji Polski. Goliński jest reprezentantem nr 779.
- 1 spotkanie w kadrze B seniorskiej reprezentacji Polski.